# Nemzeti Választási Bizottság
A Nemzeti Választási Bizottság (NVB, 2013-ig Országos Választási Bizottság, OVB) a választási panaszokat elbíráló önmeghatározása szerint független testület Magyarországon.

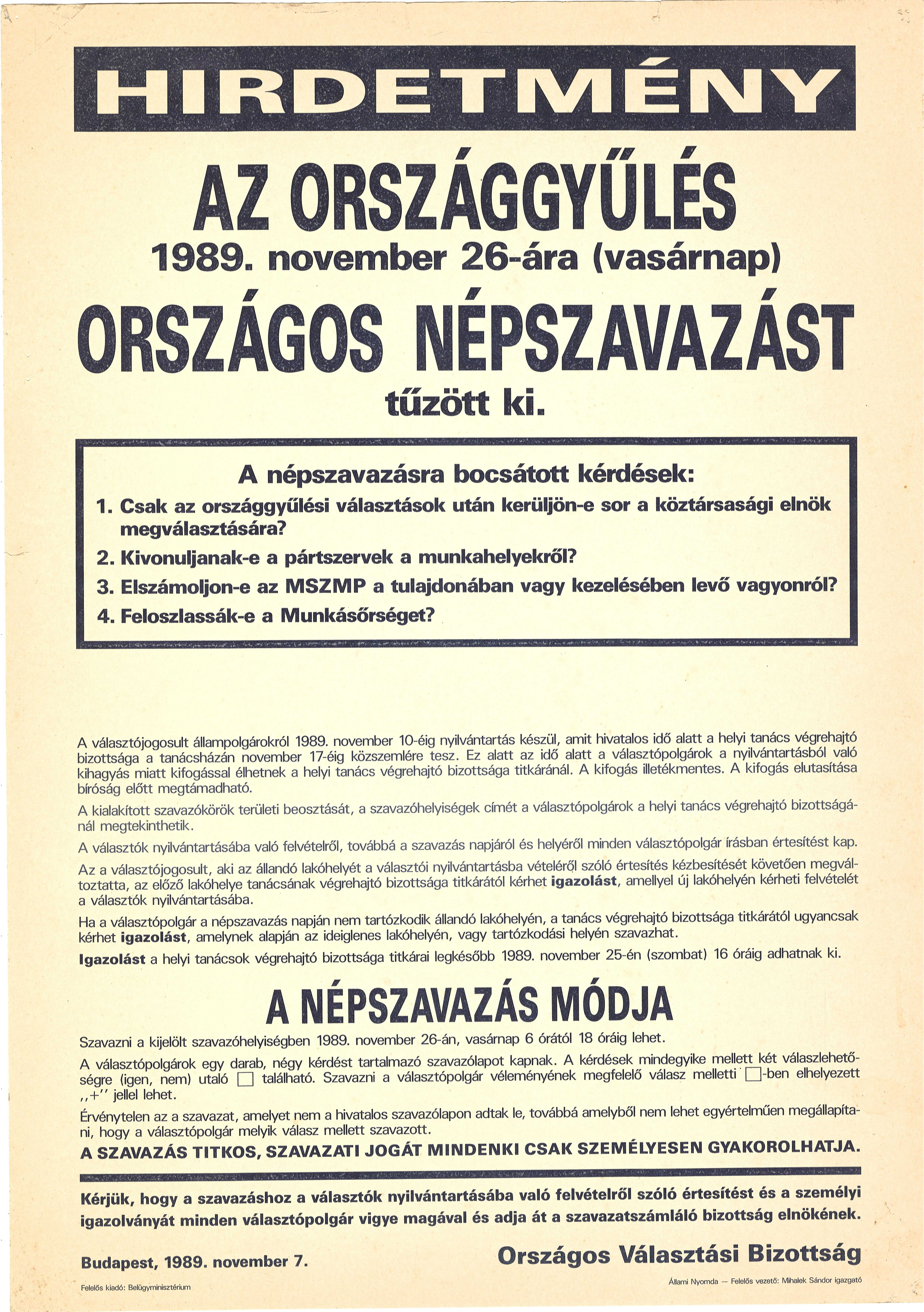
A Nemzeti Választási Bizottság hirdetménye

## Tagjai
Az Országgyűlés által választott hét tag és három póttag.
Továbbá:
- az Országgyűlés alakuló időpontjától az új választások kitűzésének időpontjáig az Országgyűlésben képviselőcsoportot alkotó pártok egy-egy képviselője,
- a országgyűlési választások kitűzésének időpontjától az új Országgyűlés alakuló időpontjáig 
  - az országos listát állító jelölőszervezetek egy-egy képviselője (a közösen listát állító szervezetek csak egy főt delegálhatnak),
  - a nemzetiségi listát állító országos nemzetiségi önkormányzatok által delegált egy-egy tag (ők csak a nemzetiségeket érintő ügyekben rendelkeznek szavazati joggal, különben tanácskozási joguk van),
- európai parlamenti választások esetén a listát állító jelölőszervezetek egy-egy képviselője.

### Jelenlegi tagjai
- Cservák Csaba
- Kicsi Zselyke Borbála
- Lehel Zoltán Zsolt (elnökhelyettes)
- Réthelyi Zoltán Attila
- Sasvári Róbert László (elnök)
- Szabó László Levente
- Szalay Tamás Károly

Póttagok:
- Gerencsér Balázs Szabolcs
- Szabó István
- Tóth Norbert

### Delegált tagok
- Avarkeszi Dezső – Demokratikus Koalíció
- Csonka Krisztián – LMP-Magyarország Zöld Pártja
- Fazekas Tamás – Párbeszéd Magyarországért Párt
- Gönczi Gergely – Momentum Mozgalom
- Grundtner András – Mi Hazánk Mozgalom
- Litresits András – Magyar Szocialista Párt
- Lovas András – Kereszténydemokrata Néppárt
- Ormándi Edina – Jobbik Magyarországért Mozgalom
- Sárhegyi Zoltán – FIDESZ – Magyar Polgári Szövetség

## Törvény
Az NVB jogállását a 2013. évi XXXVI. törvény (a választási eljárásról) részletesen rendezi. 
16. § A választási bizottság választott és megbízott tagokból áll.
20. § (1) A Nemzeti Választási Bizottság hét tagját és három póttagját a köztársasági elnök javaslatára az Országgyűlés az előző Nemzeti Választási Bizottság választott tagjai megbízatásának lejártát megelőző kilencven napon belül választja kilenc évre.
(2) A Nemzeti Választási Bizottság tagjának és póttagjának megválasztásához a jelen lévő országgyűlési képviselők kétharmadának szavazata szükséges.
(3) Ha az első szavazás eredménytelen, második szavazást kell tartani. Ha a második szavazás is eredménytelen, a Nemzeti Választási Bizottság tagjainak és póttagjainak megválasztásához a jelen lévő országgyűlési képviselők több mint felének szavazata szükséges. A második és további szavazásra a köztársasági elnök új jelölteket javasolhat.

## Korábbi elnökök
- Németh János (1990–1997)
- Kukorelli István (1997–1999)
- Máthé Gábor (1999–2002)
- Ficzere Lajos (2002–2006)
- Szigeti Péter (2006–2010)
- Bordás Vilmos (2010–2013)
- Patyi András (2013–2018)
- Rádi Péter (2018–2021)
- Téglási András (2021–2022)
- Sasvári Róbert László (2022–)